# 산시성 (섬서성, 중화민국)

산시 성 (섬서성)의 위치

산시성(중국어: 陝西省)은 1912년부터 1949년까지 존재했던 중화민국의 성으로 성도는 시안시이며 면적은 187,691km2이다. 12개 행정독찰구 하에 92개 현, 2개 설치국을 관할했다.